# Kirkia
Kirkia (lat. Kirkia), maleni biljni rod koji čine samostalnu porodicu Kirkiaceae, dio reda Sapindales. Šest priznatih vrsta rastu isključivo na afričkom tlu.

## Vrste
1. Kirkia acuminata Oliv.
2. Kirkia burgeri Stannard
3. Kirkia dewinteri Merxm. & Heine
4. Kirkia leandrii (Capuron) Stannard
5. Kirkia tenuifolia Engl.
6. Kirkia wilmsii Engl.